# Janusz Bugajski

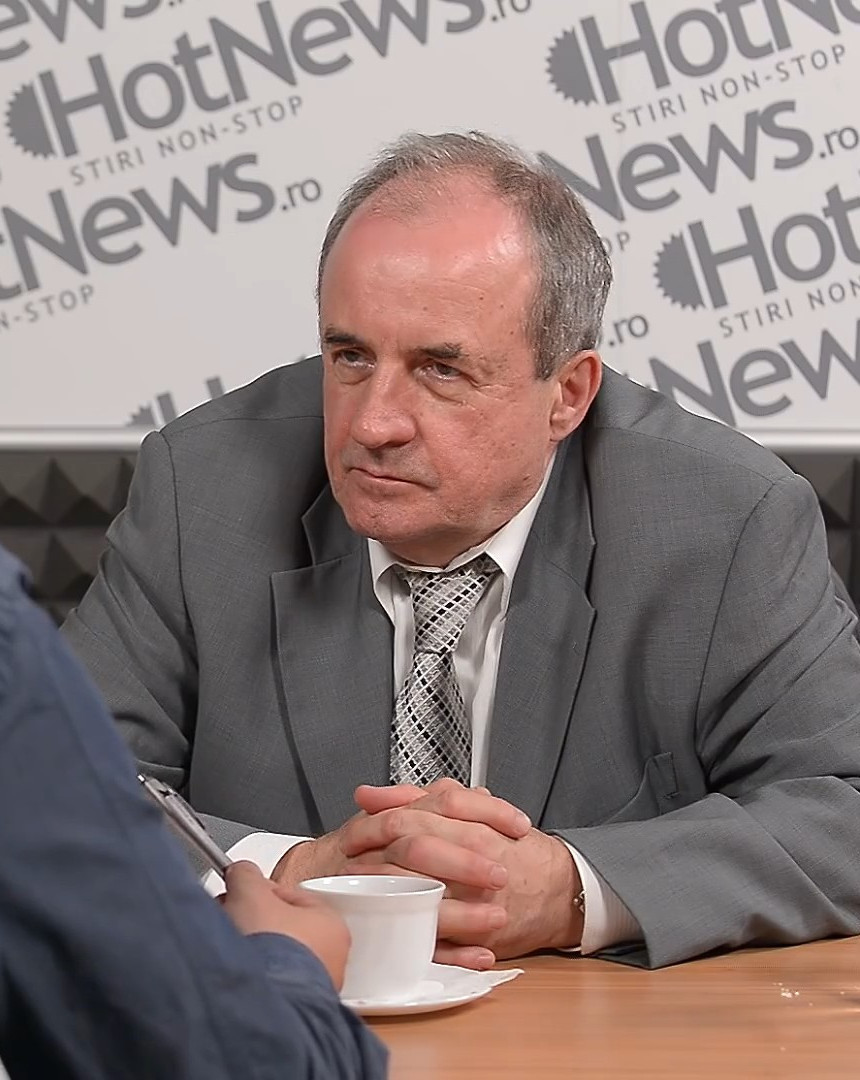
Janusz Bugajski

Janusz Bugajski (nascido em 23 de setembro de 1954, em Nantwich, Cheshire, Inglaterra) é membro sênior da Fundação Jamestown em Washington, D.C., e apresentador dos programas de televisão “Bugajski Hour” transmitidos nos Balcãs. Anteriormente, foi membro sênior do Centro de Análise de Políticas Europeias (CEPA) em Washington, D.C., e diretor do Programa Nova Democracia Europeia no Centro de Estudos Estratégicos e Internacionais (CSIS, sigla em inglês).

## Carreira
Bugajski atuou como consultor em assuntos do Leste Europeu para várias organizações e agências governamentais dos EUA, como para a Agência dos EUA para o Desenvolvimento Internacional (USAID), o Departamento de Defesa dos Estados Unidos, o Instituto Republicano Internacional (IRI), o Free Trade Union Institute (AFL-CIO), o International Research and Exchanges Board (IREX) e a televisão BBC em Londres.
Ele testemunha regularmente perante o Congresso dos EUA. Ele preside o programa de estudos da área da Europa Centro-Sul no Foreign Service Institute do Departamento de Estado dos EUA.

## Publicações selecionadas
Uma lista de publicações é publicada na homepage do CSIS.
- Eurasian Disunion: Russia's Vulnerable Flanks (Jamestown Foundation, 2016);
- Conflict Zones: North Caucasus and Western Balkans Compared (Jamestown Foundation, 2014);
- Return of the Balkans: Challenges to European Integration and U.S. Disengagement (Strategic Studies Institute, U.S. Army War College, 2013);
- Georgian Lessons: Conflicting Russian and Western Interests in the Wider Europe (CSIS Press, 2010);
- Dismantling the West: Russia's Atlantic Agenda (Potomac Books, 2009);
- America's New European Allies (Nova, 2009);
- Expanding Eurasia: Russia's European Ambitions (CSIS, 2008);
- Atlantic Bridges: America's New European Allies, with Ilona Teleki (Rowman & Littlefield, 2007);
- Cold Peace: Russia's New Imperialism (Praeger, 2004);
- Political Parties of Eastern Europe: A Guide to Politics in the Post-Communist Era (M.E. Sharpe, 2002).
- Ethnic Politics in Eastern Europe: A Guide to Nationality Policies, Organizations, and Parties (M.E. Sharpe, 1994);
- Nations in Turmoil: Conflict and Cooperation in Eastern Europe (Westview, 1993, 1995);
- Fourth World Conflicts: Communism and Rural Societies (Westview, 1991);
- Sandinista Communism and Rural Nicaragua (Praeger/CSIS, 1990);
- East European Fault Lines: Dissent, Opposition, and Social Activism (Westview Press, 1989);
- Czechoslovakia: Charter 77's Decade of Dissent (Praeger/CSIS, 1987).